# Stef Wertheimer

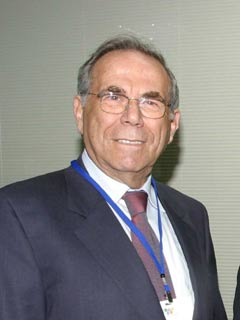
Stef Wertheimer (2007)

Stef Wertheimer (hebräisch סטף ורטהיימר, * 16. Juli 1926 in Kippenheim als Stefan Wertheimer; gestorben am 26. März 2025) war ein israelischer Unternehmer und Philanthrop deutscher Herkunft.
Er war von 1977 bis 1981 Mitglied der Knesset (Dash, dann Schinui) und ist hauptsächlich bekannt für die Gründung verschiedener Industrieparks in Israel und in verschiedenen Nachbarstaaten.
Mit einem Vermögen von 6,3 Milliarden USD laut Forbes war er der sechstreichste Israeli im Jahr 2024.

## Leben
Wertheimer kam in Kippenheim bei Lahr auf die Welt. 1937 flüchtete seine Familie vor antisemitischer Verfolgung nach Palästina und ließ sich in Tel Aviv nieder. Er besuchte die Tel Nordau-Schule, die er im Alter von 14 Jahren verlassen musste und arbeitete in einer Kamerawerkstatt. Gleichzeitig begann er, Optik zu studieren bei Emanuel Goldberg, einem bedeutenden Forscher und Erfinder.
1943 trat er der britischen Armee bei. Er tat Dienst in der Royal Air Force und arbeitete in Bahrain als Optiktechniker.
1945 trat er dem Palmach bei und 1947 der Haganah, für die er in der Waffenentwicklung arbeitete. Während des Unabhängigkeitskrieges war er technischer Offizier bei der Yiftach-Brigade.
Nach dem Krieg arbeitete er für das staatliche Rüstungsunternehmen RAFAEL, von dem er bald entlassen wurde, da er keine offiziellen Studienabschlüsse hatte.
1952 gründete Wertheimer in Naharija eine kleine Metallverarbeitungsfirma namens ISCAR. Die Firma war recht schnell erfolgreich und erregte die Aufmerksamkeit von Investoren. 2006 verkaufte Wertheimer 80 Prozent der Anteile für vier Milliarden Dollar an Warren Buffetts Berkshire Hathaway, seit 2013 gehört sie diesem vollständig. Heute ist ISCAR als Teil der IMC Group einer der größten Werkzeughersteller der Welt und beschäftigt etwa 6000 Mitarbeiter.
1969 gründete Stef Wertheimer im Rahmen der israelischen Initiative, das französische Waffenembargo zu überwinden, Iscar Blades, später einer der größten Hersteller von Komponenten für Flugzeugturbinen.
Von 1977 bis 1981 war er Mitglied der Knesset.
Wertheimer betrieb in Israel mehrere Industrial Zones. Die Tefen Industrial Zone besteht seit 1982. Dort ist unter anderen die Seifenproduktion von Fuad und Gamila Hiar angesiedelt, die nach traditionellen Rezepten Seifen für den internationalen Kosmetikhandel herstellt. Zum Komplex gehörte lange Zeit auch das Tefen Open Museum, das aus Museumsbauten, einer Galerie und dem Tefen-Skulpturengarten bestand. Das gleiche Konzept wurde in Tel Hai bei Kiryat Shmona und in Omer bei Beʾer Scheva umgesetzt.

## Ehrungen
1991 erhielt er den Israel-Preis, 2008 die Buber-Rosenzweig-Medaille und 2012 das Große Verdienstkreuz der Bundesrepublik.

## Privates
Wertheimer war verheiratet und hatte vier Kinder. Eine seiner Enkelinnen ist die Schauspielerin Maya Wertheimer.